# Belagerung von Vasto
Die Belagerung von Vasto war ein Kriegsereignis, das 1464–1465 in Vasto im Königreich Neapel stattfand und bei dem die Armee Caldoras unter Antonio Caldora gegen die neapolitanische Armee unter König Ferdinand von Aragòn kämpfte.

## Hintergrund
Am 4. Februar 1459 bestieg Ferdinand von Aragòn als Nachfolger seines Vaters Alfons den Thron des Königreichs Neapel. Der neue Herrscher begann sofort mit einer Politik, die darauf abzielte, die rebellischen Barone zu bekämpfen, die sich auf die Seite seines Rivalen Johann von Anjou-Valois stellten, der entschlossen war, den von seinem Vater Renatus verlorenen neapolitanischen Thron zurückzuerobern. In den Schlachten von Sarno und Tordino am 7. bzw. 22. Juli 1460 unterlag Ferdinand zunächst den Anjou und den aufständischen Baronen, was zu seinem Glück für das Schicksal des Königreichs nicht entscheidend war. Das Kriegsglück wendete sich für Ferdinand am 18. August 1462 mit der Schlacht von Troia, in der der Herrscher seinen Gegnern eine vernichtende Niederlage zufügte. Nach diesem Zusammenstoß löste sich das Heer der Feinde Ferdinands allmählich auf: Im September 1463 wurde der Fürst von Rossano, Marino Marzano, in Sessa Aurunca belagert und gefangen genommen, während am 15. November der Fürst von Taranto, Giovanni Antonio Orsini del Balzo, in der Burg von Altamura von einem Auftragsmörder des Königs erdrosselt wurde, wodurch das Königreich Neapel seines mächtigsten Vasallen beraubt wurde. Es blieb nur noch die Eroberung der Insel Ischia, auf die sich Johann von Anjou-Valois geflüchtet hatte, der sich nun isoliert und geschlagen sah und im Frühjahr 1465 endgültig in die Provence zurückkehrte. Zu den aufständischen Baronen, die Johann in den Kämpfen unterstützt hatten, gehörte auch Antonio Caldora, zuvor Herzog von Bari und Marchese von Vasto, den es zu besiegen galt. Ferdinand wollte vor allem die Vormachtstellung der Caldora-Familie beseitigen, die mit Jacopo Caldora eine führende Rolle bei der Verhinderung des Vormarsches der Aragonier im Krieg um die Eroberung des Königreichs Neapel gespielt hatte. Antonio Caldora hatte seinerseits 22 Jahre zuvor, am 28. Juni 1442, in der Schlacht von Sessano eine Niederlage gegen Alfons erlitten. Nach der Schlacht wurden ihm alle Lehen bestätigt, mit Ausnahme der von seinem Vater Jacopo eroberten, die der ehemalige Herrscher den ihm treuesten Condottieri schenkte, und er bemühte sich langsam, den verlorenen Feudalstaat wiederherzustellen, wobei er zunächst auf die Unterstützung von Jacopo Piccinino und des Herzogs von Mailand, Francesco Sforza, zählen konnte, mit dem er verwandt war. Antonio hatte auch plötzlich seinen Onkel Raimondo Caldora verloren, den jüngeren Bruder seines Vaters, der am 20. Dezember 1449 an der Pest gestorben war. Dieser hatte für ihn eine wichtige Vermittlerrolle zwischen den beiden verfeindeten Fraktionen gespielt und das Lehen von Vasto zurückerobert, indem er die Abwesenheit des neu ernannten Marchese Iñigo di Guevara ausnutzte.  Die Familie Caldora, die von der Gefangennahme des Fürsten von Rossano erfahren hatte und sich ihrer geringen Hoffnungen bewusst war, flüchtete sich in ihre Burgen von Archi, Civitaluparella, Trivento und Vasto, von wo aus sie die militärischen Operationen und eventuelle diplomatische Verhandlungen mit dem Herrscher leiten wollte. Der Botschafter Tommaso Tebaldi schrieb, dass „diese vier Orte die Grabstätten ihrer vier waren“ […]. Ende Juni 1464 begann der König seinen Feldzug in die Abruzzen und nach Molise gegen die Caldora mit einem Heer von 40 Ritterschwadronen, die später durch die Hilfe von Alessandro Sforza, Matteo di Capua, Roberto Orsini und Troiano Caracciolo auf über 80 anwuchsen, gegen die verbliebenen 15 unter dem Kommando von Antonio Caldora. Am 16. Juli befanden sich nur noch 9 der insgesamt 70 Lehen in den Händen der Familie Caldora (Anversa degli Abruzzi, Campo di Giove, Cansano, Civitaluparella, Monteodorisio, Pacentro, Palena, Pescocostanzo und Vasto), am 25. Juli waren es nur noch 5 (Civitaluparella, Monteodorisio, Pacentro, Palena und Vasto).

## Die Belagerung

### Erster Angriff
Die Belagerung Im August belagerte König Ferdinand von Aragòn mit seinem Heer das Castello Caldoresco in Vasto, wo sich heute die Piazza Gabriele Rossetti und der Corso Giuseppe Garibaldi befinden. Das Lager wurde jedoch in einem Gebiet errichtet, das damals Colle di Cona San Giacomo hieß, wo sich heute der städtische Friedhof befindet. Antonio Caldora war jedoch mit seiner dritten Frau Margherita di Lagnì, seiner Schwiegertochter Chiara Camponeschi, seinem Sohn Raimondo Caldora, seinen Töchtern und seinem Enkel Jacopo/Giacomo Caldora, dem Sohn seines damals bereits verstorbenen Bruders Berlingiero, in Civitaluparella geblieben und hatte Raniero di Lagnì, den Bruder seiner Frau, mit seinem Sohn Restaino Caldora zur Verteidigung von Vasto zurückgelassen. Das Heer des Königs war den Truppen Caldoras zwar zahlenmäßig weit unterlegen, erlitt aber durch die Feldschlangen, Kanonen, Geschütze und anderer Artillerie des Dastello Caldoresco schwere Schäden und zahlreiche Verluste, wobei viele Soldaten am Ende der Schlacht erdrosselt wurden. Nach drei Monaten sah sich der König daher gezwungen, nach Neapel zurückzukehren, um Verstärkung zu holen, und überließ es dem Leutnant Giacomo Carafa della Spina mit dem verbliebenen Heer, die Belagerung fortzusetzen, nicht ohne zuvor seine Soldaten die umliegenden Lehen besetzen zu lassen, um den Nachschub zu unterbrechen und in der Hoffnung, die Stadt durch Aushungern zu erobern.

### Zweiter Angriff
In den folgenden Tagen marschierte Antonio Caldora nachts von Civitaluparella nach Vasto, um seinen Leuten Verstärkung zu bringen. Antonio Caldora, der die Erschöpfung der einheimischen Bevölkerung aufgrund des Hungers bemerkte, beschloss, seinen Sohn Restaino nach Neapel zu schicken, um sich auf die Seite des Herrschers zu stellen, wo er am 11. April 1465 eintraf. Die Bürger von Vasto, allen voran Pietro, Tommaso und Francesco, drei Brüder der Familie Santi, einer in der Stadt sehr mächtigen Familie, fürchteten die Folgen dieser Rebellion gegen den Herrscher und einigten sich mit Leutnant Giacomo Carafa della Spina. Am 22. April nahmen sie Antonio Caldora in einem Volksaufstand gefangen und lieferten ihn aus, wodurch sich die Stadttore für die Soldaten des Königs öffneten. Schließlich durchsuchte der Hauptmann Alfonso d’Avalos die Burg und fand einen Schatz im Wert von 30.000 Dukaten.

## Die Konsequenzen
Nach seiner Gefangennahme verhängte König Ferdinand von Aragòn eine exemplarische Strafe über Antonio Caldora: Er konfiszierte alle seine Lehen und hielt ihn gefangen. Antonio Caldora wurde als Gefangener zunächst nach Aversa und dann nach Neapel überführt, kam aber auf Fürsprache seines Sohnes Restaino und des Herzogs von Mailand, Francesco Sforza, frei, mit dem Versprechen, in der Stadt zu bleiben, wenn er im Gegenzug vom Herrscher eine Rente zum Unterhalt seiner Familie erhalte.
Als Antonio Caldora nach fünf Jahren diesen Zustand nicht mehr ertrug, begab er sich unter dem Vorwand, sich selbst versorgen zu müssen, mit seiner Frau und seinen Kindern nach Baiae und schiffte sich unmittelbar danach nach Pozzuoli ein, um die Grenzen des Königreichs Neapel zu verlassen. Aus Angst vor der Reaktion des Königs suchte er nacheinander Zuflucht in Rom, Viterbo, Fermo und schließlich in Jesi, wo er 1477 in Armut im Haus eines ehemaligen Soldaten seines Vaters starb. Nach dem Tod ihres Mannes kehrte Margherita di Lagnì nach Neapel zurück, wo sie über ihren Bruder Raniero die Begnadigung des Herrschers, die Ernennung ihrer Nichte Isabella von Aragòn zur Hofdame und die Belohnung ihrer Söhne für ihre späteren militärischen Taten erreichte. Dennoch bedeutete dieses Kriegsereignis das endgültige Ende der Herrschaft der Familie Caldora im Königreich Neapel, ein Niedergang, der bereits mit dem Ende der Schlacht von Sessano begonnen hatte und zu einer der wichtigsten Episoden der später so genannten Verschwörung der Barone wurde. Der ausgedehnte Feudalstaat der Caldora wurde zerschlagen und die Lehen unter den dem Herrscher nahestehenden Höflingen neu verteilt. Wiederholte Versuche der Söhne Antonios und ihrer Nachkommen, die Lehen zurückzugewinnen, blieben erfolglos.